# حسين علي زاده (دراج)
حسين علي زاده (بالإنجليزية: Hossein Alizadeh)‏ مواليد 24 يناير 1988 في تبريز، هو دراج إيراني في صنف سباق الدراجات على الطريق.

## روابط خارجية
- حسين علي زاده على موقع الاتحاد الدولي للدراجات (الإنجليزية)
- حسين علي زاده على موقع أرشيف الدراجات (الإنجليزية)
- حسين علي زاده على موقع إحصائيات الدراجات الإحترافية (الإنجليزية)
- حسين علي زاده على موقع نسبة الدراجات (الإنجليزية)